# Wang Meng
Wang Meng (n. 10 aprilie 1985, Qitaihe⁠(d), Republica Populară Chineză) este o sportivă chineză, medaliată olimpică. A participat la 2 ediții ale Jocurilor Olimpice (2006, 2010) în care a câștigat 4 medalii de aur, o medalie de argint și o medalie de bronz.